# Papilio crino
Papilio crino là một loài bướm thuộc họ Bướm phượng (Papilionidae). 
Loài Papilio crino được mô tả năm 1793 bởi Fabricius. Loài bướm Papilio crino sinh sống ở .

## Hình ảnh

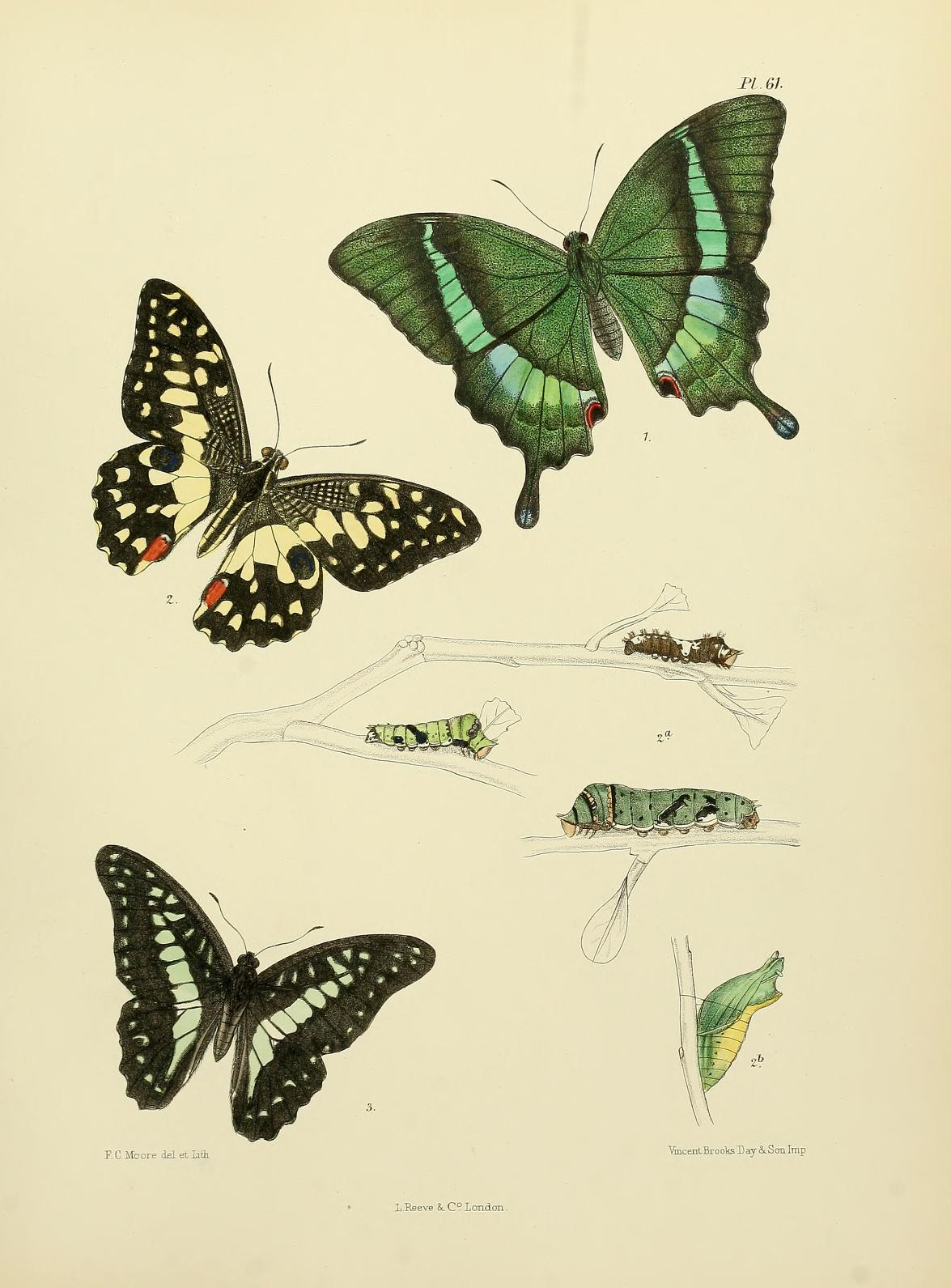
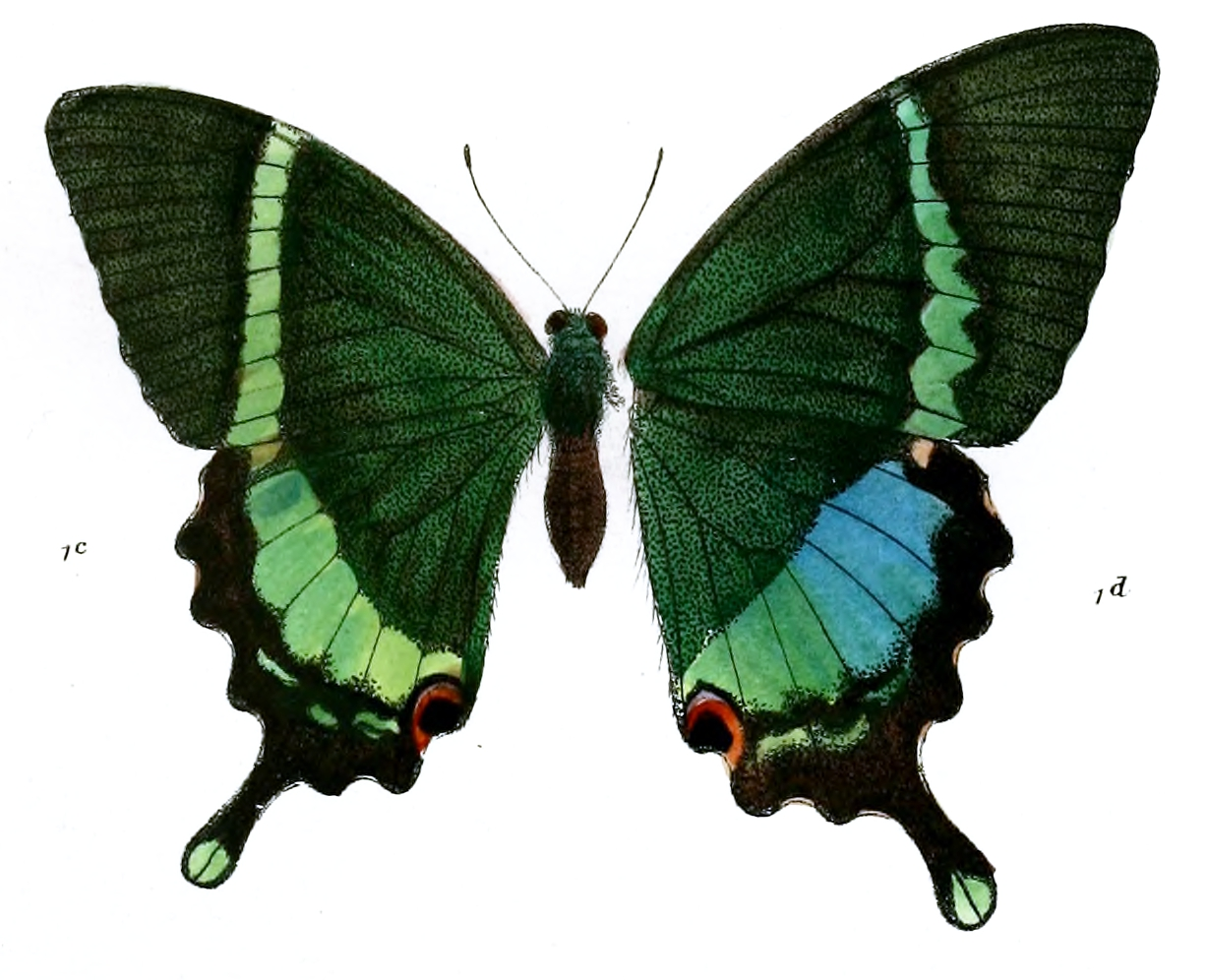
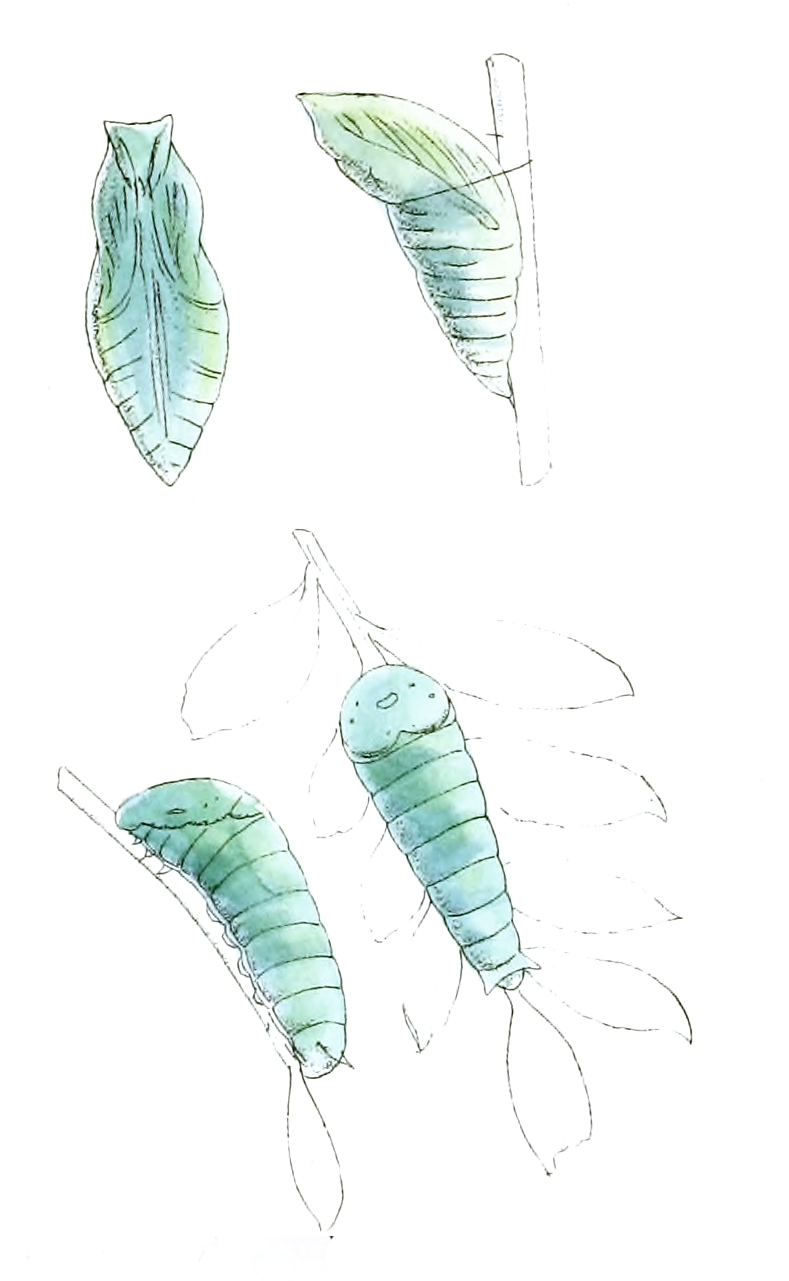
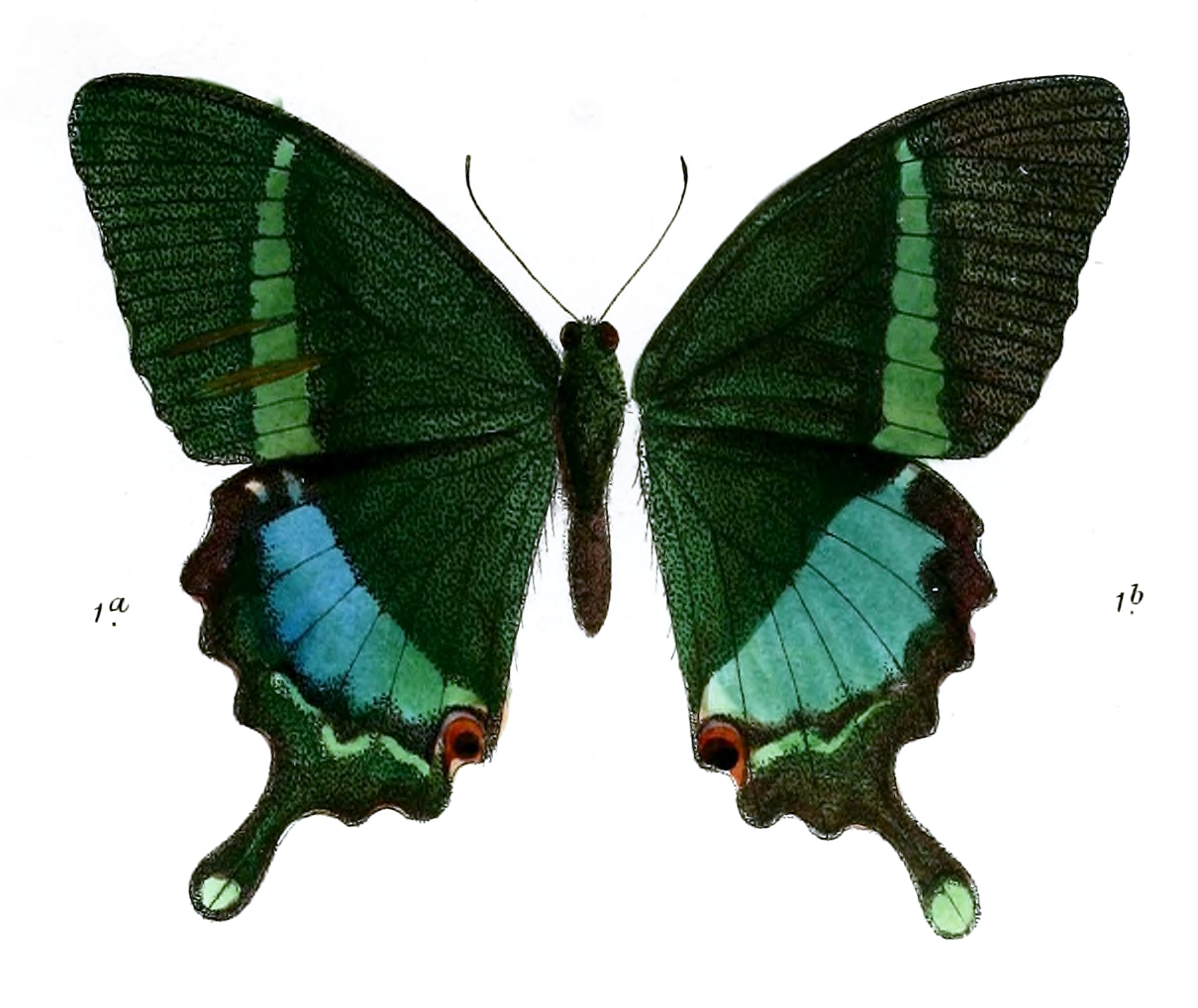